# US Young Fellows Evere
US Young Fellows Evere was een Belgische voetbalclub uit Evere. De club werd in januari 1981 opgericht en sloot in 1983 aan bij de KBVB met stamnummer 8892.
In 1989 fuseerde de club met KSC Evere en vormde zo RFC Evere onder het stamnummer van KSC Evere.

## Geschiedenis
US Young Fellows werd opgericht in 1981 en sloot twee jaar later aan bij de KBVB.
De club speelde uitsluitend in Vierde Provinciale waar men zes seizoenen actief was tussen 1983 en 1989.
In 1987-1988 werd met een negende plaats in Vierde Provinciale J het beste resultaat uit de clubgeschiedenis behaald. In alle andere seizoenen eindigde US Young Fellows telkens op de onderste plaatsen van het klassement.
In 1989 ging de club een fusie aan met KSC Evere en de fusieclub ging verder onder het stamnummer van die club onder de benaming RFC Evere.